# Isola di San Salvador
l isola di San Salvador è situata in sud America